# Huyilalu, Mysore
Huyilalu là một làng thuộc tehsil Mysore, huyện Mysore, bang Karnataka, Ấn Độ.